# Borský Svätý Jur
Borský Svätý Jur (in ungherese Búrszentgyörgy, in tedesco Bur-Sankt-Georg) è un comune della Slovacchia facente parte del distretto di Senica, nella regione di Trnava.